# Geraldia metallica
Geraldia metallica är en tvåvingeart som beskrevs av Barraclough 1992. Geraldia metallica ingår i släktet Geraldia och familjen parasitflugor. Inga underarter finns listade i Catalogue of Life.